# Enigma Peak
Enigma Peak är en bergstopp i Antarktis. Den ligger i Västantarktis. Argentina, Chile och Storbritannien gör anspråk på området. Toppen på Enigma Peak är 1 000 meter över havet.
Terrängen runt Enigma Peak är huvudsakligen kuperad, men den allra närmaste omgivningen är platt. Enigma Peak är den högsta punkten i trakten. Trakten är obefolkad. Det finns inga samhällen i närheten.